# Arnaldo Calveyra
Arnaldo Calveyra né le 23 février 1929 à Mansilla et mort le 16 janvier 2015 à Argenteuil, est un poète, romancier, enseignant et traducteur argentin.

## Biographie
Arnaldo Calveyra passa sa jeunesse dans le bourg de Mansilla situé dans le département de Tala et la Province d'Entre Ríos. En 1943, il débuta ses études secondaires au lycée de la ville de Concepción del Uruguay dans le département d'Uruguay. En 1950, il s'installe à La Plata pour y poursuivre des études universitaires à l'université nationale de La Plata où il obtiendra une maîtrise de Lettres.
En 1960, Arnaldo Calveyra obtint une bourse d'études et de recherche pour Paris. Là, il a rencontré et a commencé à travailler en étroite collaboration avec des compatriotes argentins tels que Julio Cortázar et Alejandra Pizarnik, des écrivains français comme Claude Roy, Gaëtan Picon et la traductrice hispanisante Laure Bataillon ou italien telle que Cristina Campo. En 1968, Arnaldo Calveyra se marie avec Monique Tur et auront deux enfants. Comme beaucoup d'artistes et d'intellectuels argentins, Arnaldo Calveyra émigra à Paris dans les années 1960 attiré par la vie culturelle dynamique parisienne de l'époque. Dans les années 1970, la dictature de la Révolution argentine lui ferme toute possibilité d'un retour en Argentine. Arnaldo Calveyra resta à Paris, où il a travaillé avec le cinéaste anglais Peter Brook. Il publia ses propres œuvres avec la maison d'édition française Actes Sud. En 1988, le poète Juan Gelman recommanda Arnaldo Calveyra à l'éditeur argentin José Luis Mangieri (Libros de Tierra Firme), qui lui permit efficacement d'être connu et reconnu par le public argentin.
Le premier livre de recueil de poésies d'Arnaldo Calveyra, intitulé "Cartas para que la alegria", a reçu les éloges de l'écrivain Carlos Mastronardi.
Arnaldo Calveyra était professeur de Lettres classiques à l'Université nationale de La Plata en 1956. Il fut ensuite maître assistant associé à l’Université de Rouen, en 1979-1980 et 1980-1981. Il devint chargé de cours à l’Université Sorbonne Nouvelle - Paris 3, 1981-1982. Il était également traducteur-interprète de conférence auprès de l’ACTIM (Agence pour la Coopération Technique, Ministère des Affaires Étrangères de France) et traducteur indépendant auprès de l’Unesco.
Marié avec Monique Tur, enseignante-chercheuse en économie d’origine algérienne, il est le père de Beltran Calveyra, haut fonctionnaire et cofondateur de l’Ecole d’économie de Paris, et d’Eva Calveyra, avocate.
Arnaldo Calveyra est mort d'une crise cardiaque le 16 janvier 2015 à Argenteuil,.

## Œuvres
- Cartas para que la alegría, éditions Cooperativa Impresora y Distribuidora, Buenos Aires, 1959.
- El diputado está triste, éditions Leonardo, Buenos Aires, 1959.
- Moctezuma, Collection Théâtre du Monde Entier, éditions Gallimard, Paris, 1969
- Iguana, iguana, éditions Actes Sud, Paris, 1985
- L'éclipse de la balle, éditions Actes Sud, Paris, 1988
- Los bares / Les bars (avec Antonio Segui) éditions Les Yeux ouverts, Genève, 1988.
- La cama de Aurelia, éditions Plaza y Janés, Barcelone, 1990.
- El hombre del Luxemburgo, éditions Tusquets, Barcelone, 1997.
- Le livre du miroir, Éditions Actes Sud, (traduit par Silvia Baron Supervielle).
- Apuntes para una reencarnación, (poésie) Diario de poesía, no 53, Buenos Aires.
- Si la Argentina fuera una novela, éditions Simurg, Buenos Aires, 2000.
- Libro de las mariposas, éditions Alción, Córdoba, Argentina, 2001.
- Diario del fumigador de guardia, éditions VOX, Bahía Blanca, 2002.
- El origen de la luz, éditions Sudamericana, Buenos Aires, 2004.
- Livre des papillons/Libro de las mariposas (poésie), éditions Le temps qu'il fait, 2004.
- Maizal del gregoriano, éditions Adriana Hidalgo, Buenos Aires, 2005.
- Tres hombres, éditions Eloísa Cartonera, Buenos Aires, 2005.
- Diario de Eleusis, éditions Adriana Hidalgo, Buenos Aires, 2006.
- Poesía reunida, éditions Adriana Hidalgo, Buenos Aires, 2008.
- El cuaderno griego, éditions Adriana Hidalgo, Buenos Aires, 2009.
- El caballo blanco de Mozart, éditions La Bestia Equilátera, Buenos Aires, 2010.
- Una flor para Selma, éditions La Bestia Equilátera, Buenos Aires, 2010.
- La lluvia de sobretecho, éditions Mágicas Naranjas, Buenos Aires, 2011.

## Distinctions
- Chevalier de l'ordre des Arts et des Lettres (Ministre de la Culture, 1986)
- Officier de l'ordre des Arts et des Lettres (Ministre de la Culture, 1992)
- Commandeur de l'ordre des Arts et des Lettres (Ministre de la Culture, 1999)